# King’s Quest VII: The Princeless Bride
King’s Quest VII: The Princeless Bride — приключенческая игра, выпущенная в 1994 году Sierra On-Line. В своё время отличалась высоким разрешением графики. Была выполнена в стиле, напоминающем анимационные фильмы студии Уолта Диснея. Единственная игра в серии где есть деление на главы и прохождение сюжета несколькими персонажами.

## Игровой процесс
King’s Quest VII отличается по структуре от предыдущих частей серии King’s Quest: повествование разделено на шесть глав, действие каждой из которых происходит в различных регионах королевства Элдрич (англ. Eldritch). Игрок переключается между двумя протагонистами, Вэланис и Розеллой в каждой из глав. Некоторые из мест, которые посещают героини являются одними и теми же и в результате они встречаются вместе в конце игры.
Кроме разделения действия на несколько частей, наиболее значительным изменением в игре стало упрощение пользовательского интерфейса благодаря использованию «умного указателя»: во время игры, указатель подсвечивается, когда он находится над предметом, с которым можно взаимодействовать. Игрок может брать или использовать объекты и говорить с персонажами напрямую кликая по ним, тогда как в предыдущих играх от игрока требовалось выбрать иконку действия и затем кликнуть по интересующей его области, причём в игре не показывалось с какими областями на экране возможно взаимодействие.
Также одной из особенностей игры стала её графика: в отличие от других игр своего времени, King’s Quest VII обладает детализированной цветной графикой, используя прорисованные задние фоны и анимацию. Игра стала использовать разрешение SVGA, которое на тот момент было новым, ещё до выхода проектов The Dig и Space Quest 6. Некоторые области игрового мира могли использовать прокрутку при перемещении вместо переключения между игровыми экранами. Несмотря на мультипликационную графику игры для всей семьи, в King’s Quest VII есть несколько жестоких сцен смерти.

## Отзывы
В момент выхода игры мнения критиков разделились, так как часть рецензентов посчитала, что King’s Quest VII — это большое разочарование, в особенности после успеха предыдущей части серии, которую считали новаторской. Некоторым критикам и поклонникам серии не понравилось использование мультипликационной графики в стиле Disney.
С другой стороны, до выпуска, издание PC Zone похвалило проект за его «ошеломительную графику и превосходный игровой процесс». Рецензент Next Generation одобрил переход серии от идеализированных фэнтезийных образов к высококачественной мультипликационной графике, отметив, что игра сохраняет планку качества выдающихся саундтреков серии. Он подытожил, что «хотя это определённо не самая сложная игра, которая сейчас доступна, она впечатляюще выглядит и захватывает, поэтому фанатам серии определённо стоит взглянуть на неё». Автор обзора в Computer Gaming World посчитал что качество анимации таково, что она «заставила бы гордиться Диснея». В ретроспективном обзоре игры от Adventure Gamers, автор высказал мнение что игра в высшей степени играбельна, если не революционна для жанра приключенческих игр и является цельным, если не блестящим экспонатом в коллекции King’s Quest.
В 1994 году, King’s Quest VII была номинирована журналом Computer Gaming World в категории «Приключенческая игра года», однако она проиграла Relentless: Twinsen’s Adventure. Редакторы издания посчитали что King’s Quest VII была «одним из самых обаятельных выпущенных проектов в году» и заключили, что «анимация не уступающая по качеству полнометражным мультипликационным фильмам и различные мотивы из классических историй, делают её максимально приближенной к ожившей на компьютере сказке».